# Лауреаты премии «Авангард»
Премия «Аванга́рд» (англ. Vanguard Award) ежегодно с 1993 года вручалась Альянсом геев и лесбиянок против диффамации в рамках премии GLAAD Media Awards.
Она присуждалась членам индустрии развлечений, внёсшим вклад в продвижение равных прав для ЛГБТ-людей.
Список лауреатов:
- 1993 — Розанна Барр и Том Арнольд
- 1994 — Аарон Спеллинг
- 1995 — Стив Тиш[англ.]
- 1996 — Сид Шейнберг[англ.]
- 1997 — Кристина Саралеги
- 1998 — Шер
- 1999 — Вупи Голдберг
- 2000 — Элизабет Тейлор
- 2001 — никто
- 2002 — Ширли Маклейн
- 2003 — Эрик Маккормак
- 2004 — Антонио Бандерас
- 2005 — Лайза Миннелли
- 2006 — Шарлиз Терон
- 2007 — Дженнифер Энистон[2]
- 2008 — Джанет Джексон
- 2009 — Кэти Гриффин[3]
- 2010 — Дрю Бэрримор[4]
- 2011 — Кристин Ченовет[5]
- 2012 — Джош Хатчерсон[6]
- 2013 — никто
- 2014 — Дженнифер Лопес[7]
- 2015 — Керри Вашингтон[8]
- 2016 — Деми Ловато[9]
- 2017 — Патрисия Аркетт[10]
- 2018 — Бритни Спирс[11]
- 2019 — Бейонсе и Jay-Z[12]

- 2020 — Тейлор Свифт